# Hair (canção de Little Mix)
"Hair" é uma canção da girl group britânica Little Mix contida em seu terceiro álbum de estúdio, Get Weird. Foi composta por Edvard Forre Erfjord, Henrik Michelsen, Iain James, Anita Blay e Camille Purcell, sendo produzida por Electric. Foi lançado como um single promocional do álbum em 28 de agosto de 2015 para streaming online e download digital, com esse último sendo uma inclusão da faixa enquanto o álbum estava em pré-venda nas lojas digitais. Posteriormente, em 15 de abril de 2016, foi lançada por download digital uma remistura com a participação do artista jamaicano Sean Paul, servindo como o quarto single do disco.

## Antecedentes
Em 21 de agosto de 2015, Little Mix anunciou nas redes sociais que tinham uma surpresa, sendo uma liberação de uma nova música do álbum Get Weird, e logo em seguida anunciaram o título da canção, "Hair" que ficaria disponível para o público no dia 28 do mesmo mês. Quatro dias após o anúncio, elas liberaram uma prévia da música nas redes sociais. No ano seguinte, em 11 de abril de 2016, Little Mix anunciou que "Hair" seria o quarto single do álbum, e teria a participação do artista jamaicano Sean Paul, sendo que estaria disponível nas lojas digitais e streaming, no dia 15 do mesmo mês. Antes do lançamento da canção, o grupo liberou um trecho do verso de Sean Paul nesta.

## Recepção da crítica
O site CelebMix deu 5/5 estrelas e o critico C. Dannii, do mesmo diz: "O novo single oferece um lado diferente da Little Mix - enquanto é uma canção que teria se encaixado perfeitamente no seu segundo álbum inspirado no R&B, Salute, a mistura de reggae e do dance hall é extremamente evidente aqui."

## Video musical
O clipe de Hair estreiou no dia 20 de abril de 2016; o clipe começa com Leigh-Anne ligando para as amigas, querendo contar a elas sobre o termino do namoro, as amigas, Jesy, Jade e Perrie chegam na sua casa no meio da noite e ajudam a superar o termino do namoro com martinis, maquiagem, tinta para cabelo, cantoria e paquera com o entregador de pizza, as meninas se divertem no clipe, o cantor de rapper Sean Paul, também aparece no clipe cantando seus versos, interpretando o namorado que terminou com Leigh-Anne.

## Faixas e Formatos
| Download digital |                          |         |  |
| N.º              | Título                   | Duração |  |
| 1.               | "Hair (feat. Sean Paul)" | 3:53    |  |

## Desempenho nas tabelas musicais

### Posições
| Tabela musical (2016)                          | Melhor posição |
| ---------------------------------------------- | -------------- |
| Austrália (ARIA)                               | 10             |
| Bélgica (Ultratip Bubbling Under de Flandres)  | 14             |
| Croácia (Hot Urban Hits Chart)                 | 5              |
| Escócia (Scottish Singles Chart)               | 7              |
| Estados Unidos ( Billboard Twitter Top Tracks) | 1              |
| Estados Unidos (Pop Digital Songs)             | 44             |
| Filipinas (PARI)                               | 9              |
| França (SNEP)                                  | 137            |
| Indonésia (AIRI)                               | 25             |
| Irlanda (IRMA)                                 | 20             |
| México (Mexico Ingles Airplay)                 | 11             |
| Nova Zelândia (RMNZ)                           | 32             |
| Reino Unido (UK Singles Chart)                 | 11             |

### Charts anuais
| Chart (2016)                    | Posição |
| ------------------------------- | ------- |
| Austrália (ARIA)                | 73      |
| Indonésia (CreativeDisc Top 50) | 40      |
| Reino Unido (UK Singles Chart)  | 63      |

## Certificação
| País (Empresa)       | Certificação | Vendas  |
| -------------------- | ------------ | ------- |
| Austrália (ARIA)     | 2× Platina   | 140,000 |
| Brasil (PMB)         | 3× Platina   | 120,000 |
| Reino Unido (BPI)    | Platina      | 600,000 |
| Irlanda (IRMA)       | Platina      | 15,000  |
| Países Baixos (NVPI) | Ouro         | 10,000  |

## Histórico de lançamento
| País  | Data                | Formato          | Gravadora  |
| ----- | ------------------- | ---------------- | ---------- |
| Mundo | 15 de abril de 2016 | Download digital | Syco Music |